# Liste der Persiluhren in Deutschland
Die Liste der Persiluhren in Deutschland enthält elektrisch beleuchtete Reklamesäulen mit Uhrenanlagen zur Marke Persil in Deutschland.

## Liste der Persiluhren in Deutschland
| Bild | Ort                      | Standplatz | Beschreibung |
| --- | ------------------------ | --- | --- |
| Albstadt | Albstadt-Ebingen         | im Zollernalbkreis in der Sonnenstraße                                                                               | Neue Uhr seit 2012 |
| Persiluhr am Eckhaus Bahnhofstr. | Apolda in Thüringen      | in der Bahnhofstraße                                                                                                 | Eckhaus mit Persiluhr |
| Bild gesucht Die Wikipedia wünscht sich an dieser Stelle ein Bild vom hier behandelten Ort. Weitere Infos zum Motiv findest du vielleicht auf der Diskussionsseite . Falls du dabei helfen möchtest, erklärt die Anleitung , wie das geht. BW | Baumberg                 | | ab 2017 |
| Bild gesucht Die Wikipedia wünscht sich an dieser Stelle ein Bild vom hier behandelten Ort. Weitere Infos zum Motiv findest du vielleicht auf der Diskussionsseite . Falls du dabei helfen möchtest, erklärt die Anleitung , wie das geht. BW | Boppard                  | | |
| Persiluhr am Hafen in Büsum | Büsum                    | Persiluhr auf dem Ankerplatz in Büsum                                                                                | seit 1998 schmückt die bei einem bundesweit ausgeschriebenen Wettbewerb des Henkel-Konzerns gewonnene Persiluhr Büsums Ankerplatz |
| Bild gesucht Die Wikipedia wünscht sich an dieser Stelle ein Bild vom hier behandelten Ort. Weitere Infos zum Motiv findest du vielleicht auf der Diskussionsseite . Falls du dabei helfen möchtest, erklärt die Anleitung , wie das geht. BW | Burg bei Magdeburg       | Persiluhr auf dem Magdalenenplatz                                                                                    | Aufgestellt am Anfang des vorigen Jahrhunderts |
| Persiluhr Datteln Neumarkt | Datteln                  | Persiluhr am Neumarkt                                                                                                | Wurde am Silvesterabend 2022 mit Pyrotechnik zerstört. |
| Persiluhr am Burgplatz Düsseldorf | Düsseldorf               | Persiluhr in Düsseldorf am Burgplatz                                                                                 | Die Persiluhr steht dort seit 1980 die eigentlich auf dem Kamper Acker im Düsseldorfer Stadtteil Holthausen, ganz in der Nähe des Henkelwerks steht (am Corneliusplatz) |
| Persiluhr am Jürgensplatz | Düsseldorf               | Persiluhr am Jürgensplatz                                                                                            | |
| Erkrath | Erkrath                  | Persiluhr auf dem Europaplatz an den Hochdahler Arcaden                                                              | seit 2001 anlässlich des 125-jährigen Unternehmensjubiläums |
| | Eschwege                 | Werra-Meißner-Kreis                                                                                                  | |
| | Flensburg                | am Burgplatz in Flensburg neben dem Diakonissenkrankenhaus                                                           | |
| | Fürth                    | Persiluhr an der Billinganlage in Fürth                                                                              | |
| Genthin | Genthin                  | Seit 1990 steht die Persiluhr auf dem Marktplatz, Brandenburger Str. 21                                              | |
| Persiluhr in Hamm | Hamm                     | Persiluhr an der Weststraße                                                                                          | |
| Auch historische Fotos sind hilfreich | Hattingen                | Bis 1970 am Steinhagentor                                                                                            | |
| Auch historische Fotos sind hilfreich | Helgoland                | an der Landungsbrücke                                                                                                | (auf undatierten Photos um 1930 mit drei unterschiedlichen Frauenbildern bis zur Erneuerung des Kurhauses 1938 nachweisbar) |
| | Köthen in Sachsen-Anhalt | an der Augustenstraße/Friedrich-Ebert-Straße 21                                                                      | |
| | Krefeld                  | Kölner Straße | am Eingang des Stadtparks Fischeln hält sie mit leichter Hand ihren Florentiner-Hut |
| | Lünen                    | wieder errichtet am 3. November 1983 um 11.13 Uhr in der Fußgängerzone an der Ecke Münsterstraße Cappenberger Straße | 1928 wurde in Lünen an der Gabelung Münsterstraße Cappenberger Straße eine Persiluhr aufgestellt, 1942 wurde sie beschädigt und entfernt. 1929 gab es in Lünen vor dem Hauptbahnhof an der Münsterstraße eine weitere Persiluhr |
| | Mühlhausen/Thüringen     | in der Kilianistraße                                                                                                 | |
| | Mettmann Zentrum         | vor der Galerie Königshof                                                                                            | |
| Münster Persiluhr am Hafenmarkt | Münster                  | Hafenmarkt | Ursprünglich stand die Uhr seit 1987 auf dem Bahnhofsvorplatz in Coesfeld und wurde nach vermehrten technischen Defekten 2008 verkauft. Ein Investor und Einzelhändler aus Münster sicherte sich die Uhr, ließ sie restaurieren und im April 2024 am neuen Hafenmarkt in Münster aufstellen. Medienwirksam wurde behauptet, die Uhr sei über 100 Jahre alt, obgleich es sich bei den 1987 von Henkel gestifteten Uhren lediglich um nostalgische Nachbauten handelt. |
| | Oelsnitz im Erzgebirge   | Persiluhr auf dem Rathausplatz                                                                                       | |
| | Oelsnitz im Vogtland     | Persiluhr am Heppelplatz in Oelsnitz                                                                                 | |
| Bild gesucht Die Wikipedia wünscht sich an dieser Stelle ein Bild vom hier behandelten Ort. Weitere Infos zum Motiv findest du vielleicht auf der Diskussionsseite . Falls du dabei helfen möchtest, erklärt die Anleitung , wie das geht. BW | Oldenburg                | Julius-Mosen-Platz                                                                                                   | |
| | Recklinghausen           | In Recklinghausen-Süd gibt es eine Persiluhr am Neumarkt                                                             | |
| Persiluhr in Rheine, Osnabrücker Straße | Rheine                   | Osnabrücker Straße                                                                                                   | |
| | Reutlingen               | auf der Bahnhofstraße in Reutlingen, gegenüber der Alten Post                                                        | |
| Persiluhr Solingen | Solingen-Ohligs          | auf dem Ohligser Markt an der Straßenecke Düsseldorfer Straße und Aachener Straße                                    | 1997 aufgestellt:47 |
| | Straubing                | an der Kreuzung Innere Passauer Straße, Mühlsteingasse und Heerstraße.                                               | |
| | Travemünde               | im Dr. Heinrich-Zippel-Park                                                                                          | seit 2018 an Stelle einer denkmalgeschützten Werbeuhr |
| | Wismar                   | an der Bahnhofstraße Mühlenstraße.                                                                                   | |